# Gustav Zander

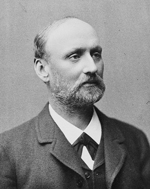
Gustav Zander em 1890

Jonas Gustav Vilhelm Zander (Estocolmo, 29 de março de 1835 - Estocolmo, 17 de junho de 1920) foi um médico sueco. É o criador da metodologia fisioterápica da mecanoterapia.

## Biografia
Iniciou os estudos médicos na Universidade de Uppsala, formando em medicina no Instituto Karolinska em 1864. Ainda no meio acadêmico, organizou e desenvolveu estudos direcionados para tratamento médico através de máquinas especiais. Em 1857 já desenhava protótipos de equipamentos para exercícios físicos.
Em 1865 fundou, em Estocolmo, o "Medico-mekaniska Institutet" (Instituto Medico-Mecânico) para fisioterapia através de máquinas mecânicas, onde também começou a fabricar as máquinas especiais. O projeto dos equipamentos mecânicos foram desenvolvidos em parceria com o engenheiro Ernst Göransson, que manteve a patente dos equipamentos até 1905.
Em 1876, o médico apresentou os aparelhos e a metodologia na Exposição Universal de 1876, o que lhe rendeu uma medalha de ouro.
Na década de 1870, abriu uma filial do instituto em Londres e nos anos seguintes, nos Estados Unidos.
A metodologias implantada pelo dr. Zander foi publicada oficialmente em 1890 definida como: "o emprego de meios mecânicos para a cura de doenças", quando seu instituto já possuía dezenas de filiais espalhados pela Europa e EUA com o nome de "Instituto Zander". Os equipamentos foram descritos por ele no livro "Die Apparate für mechanisch-heilgymnastische Behandlung und deren Anwendung" em 1893.
Em 1896, Gustav Zander foi escolhido membro da Academia Real das Ciências da Suécia.
Suas máquinas foram utilizadas na academia do RMS Titanic e a reabilitação dos mutilados da Primeira Guerra Mundial nos países europeus, basearam-se na técnica da mecanoterapia desenvolvida pelo médico.
Sua metodologia começou a entrar em decadência a partir da década de 1930, sendo reavivada nos Estados Unidos, a partir da "febre fitness" dos anos 1980, através do ressurgimento das academias de musculação que reintroduziram muitos dos equipamentos desenhados pelo médico sueco.

## Galeria de imagens dos equipamentos Gustav Zander

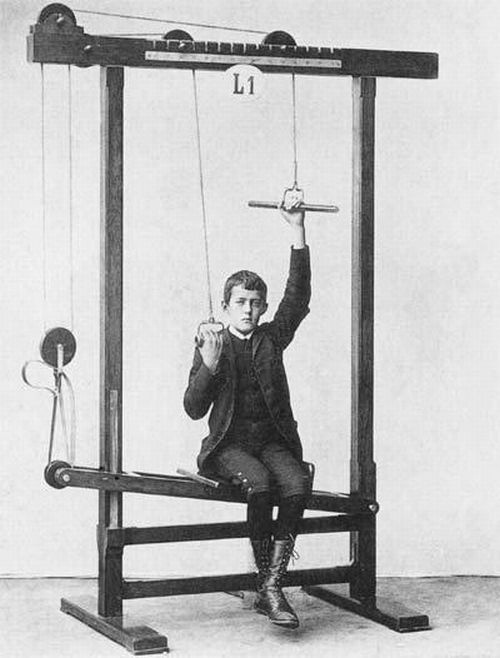
1
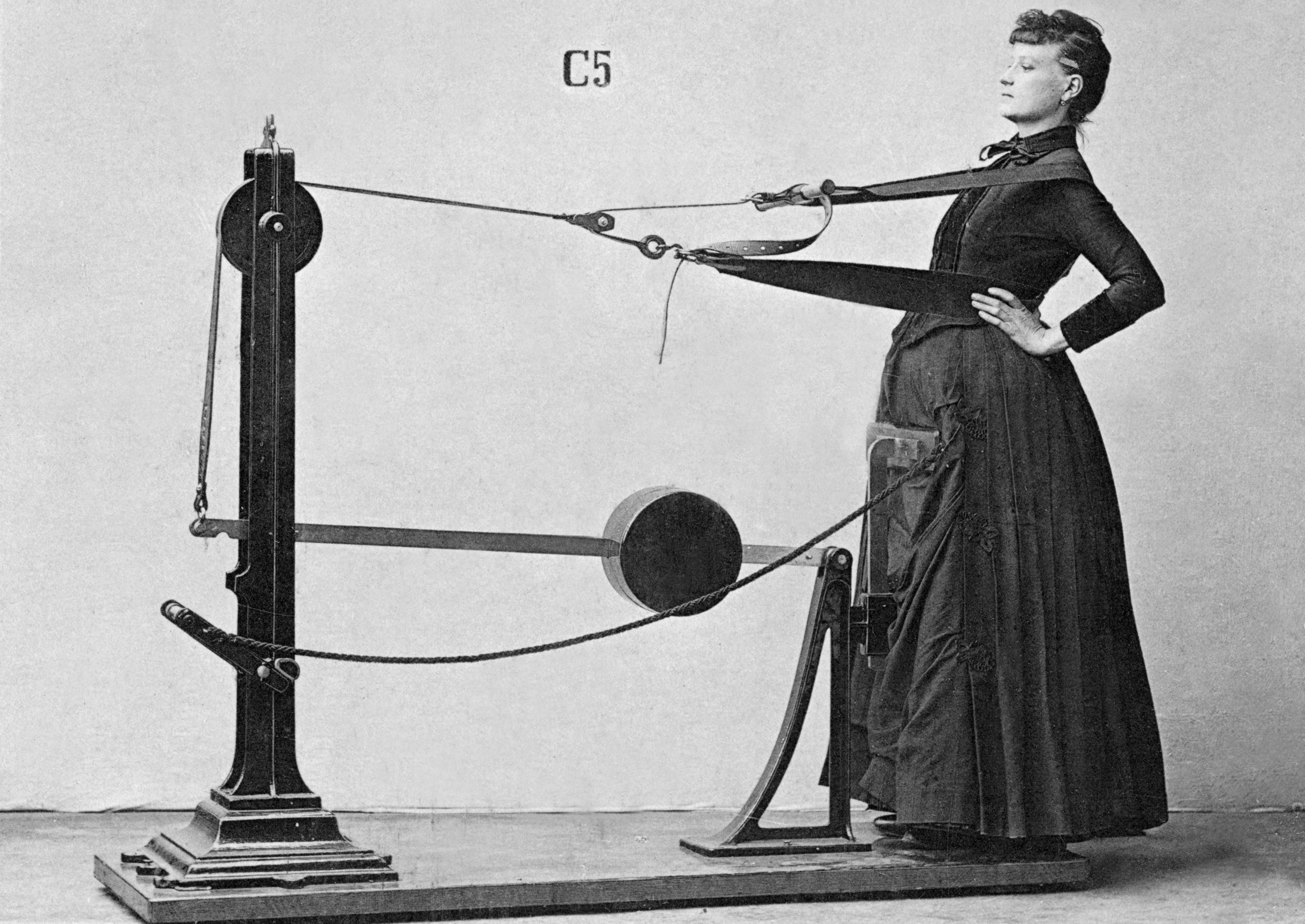
2
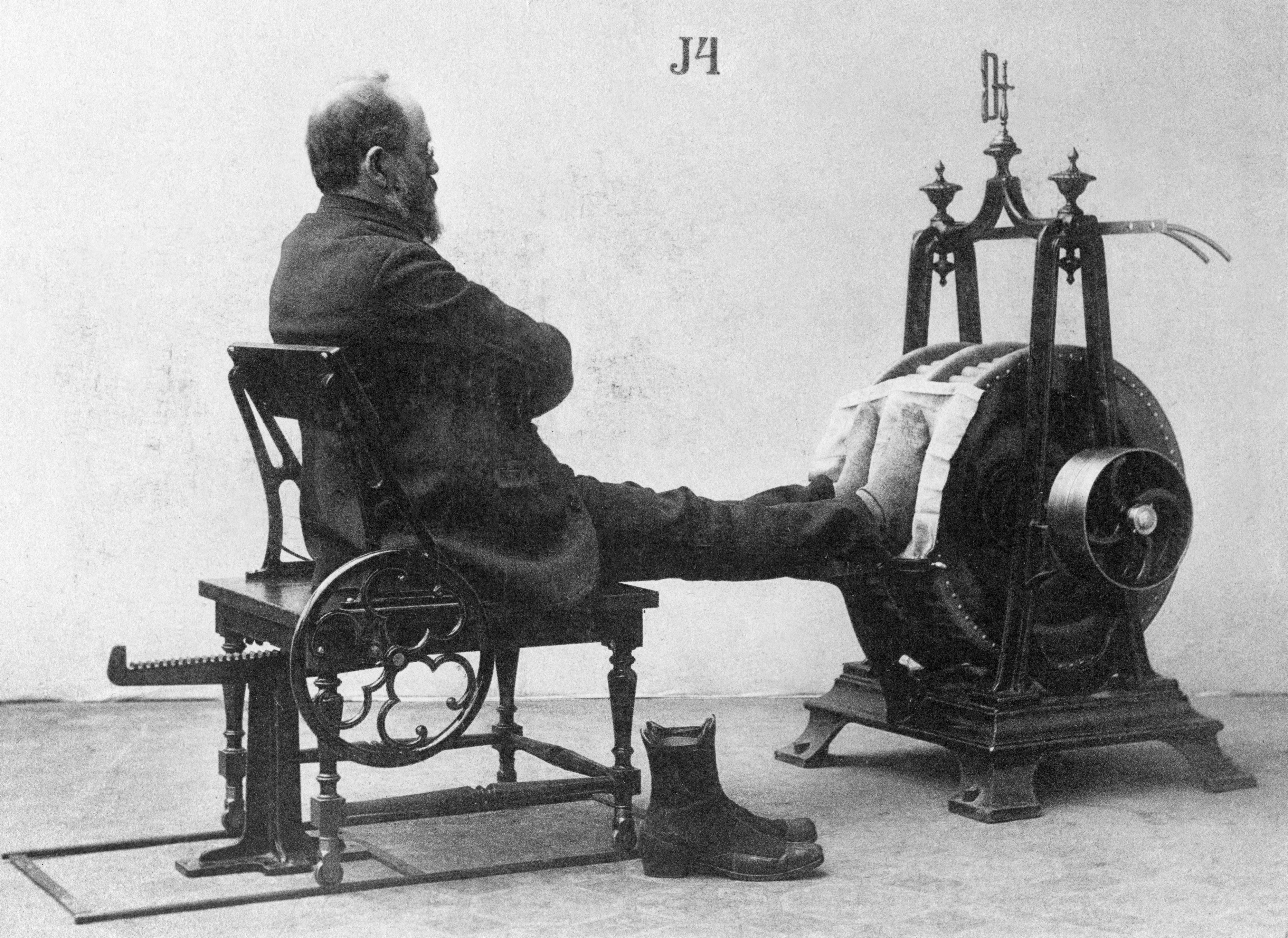
3
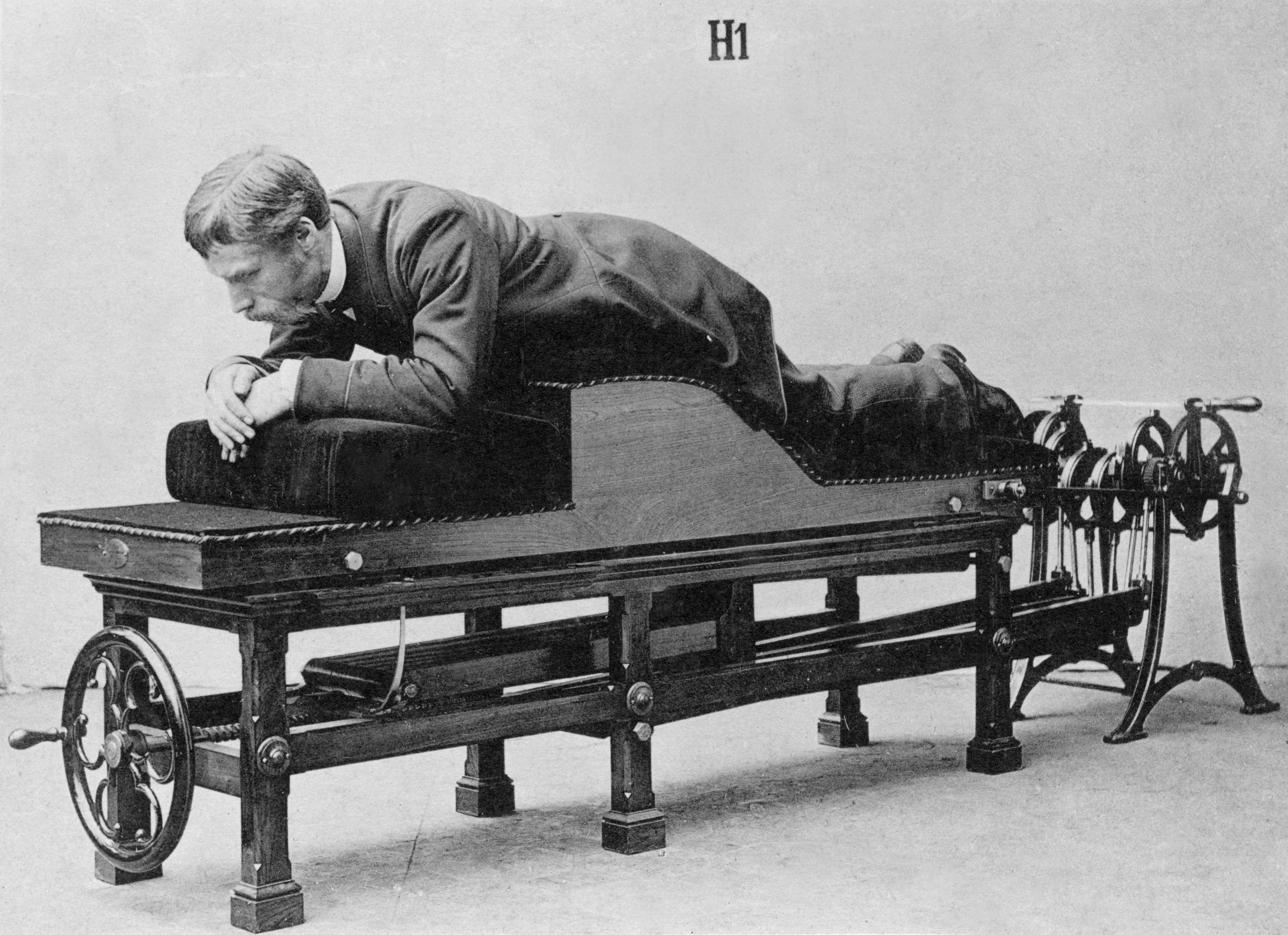
4
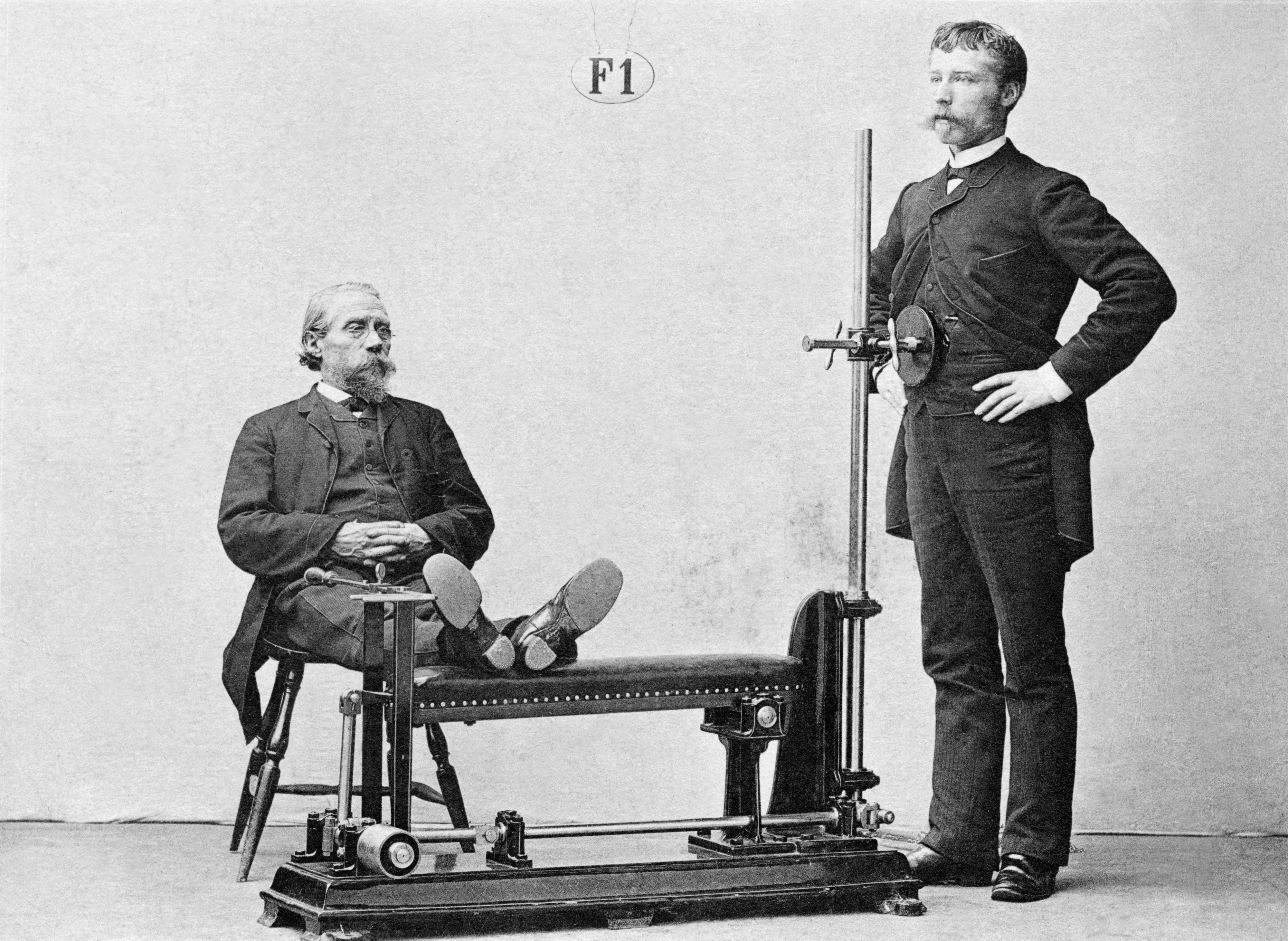
5
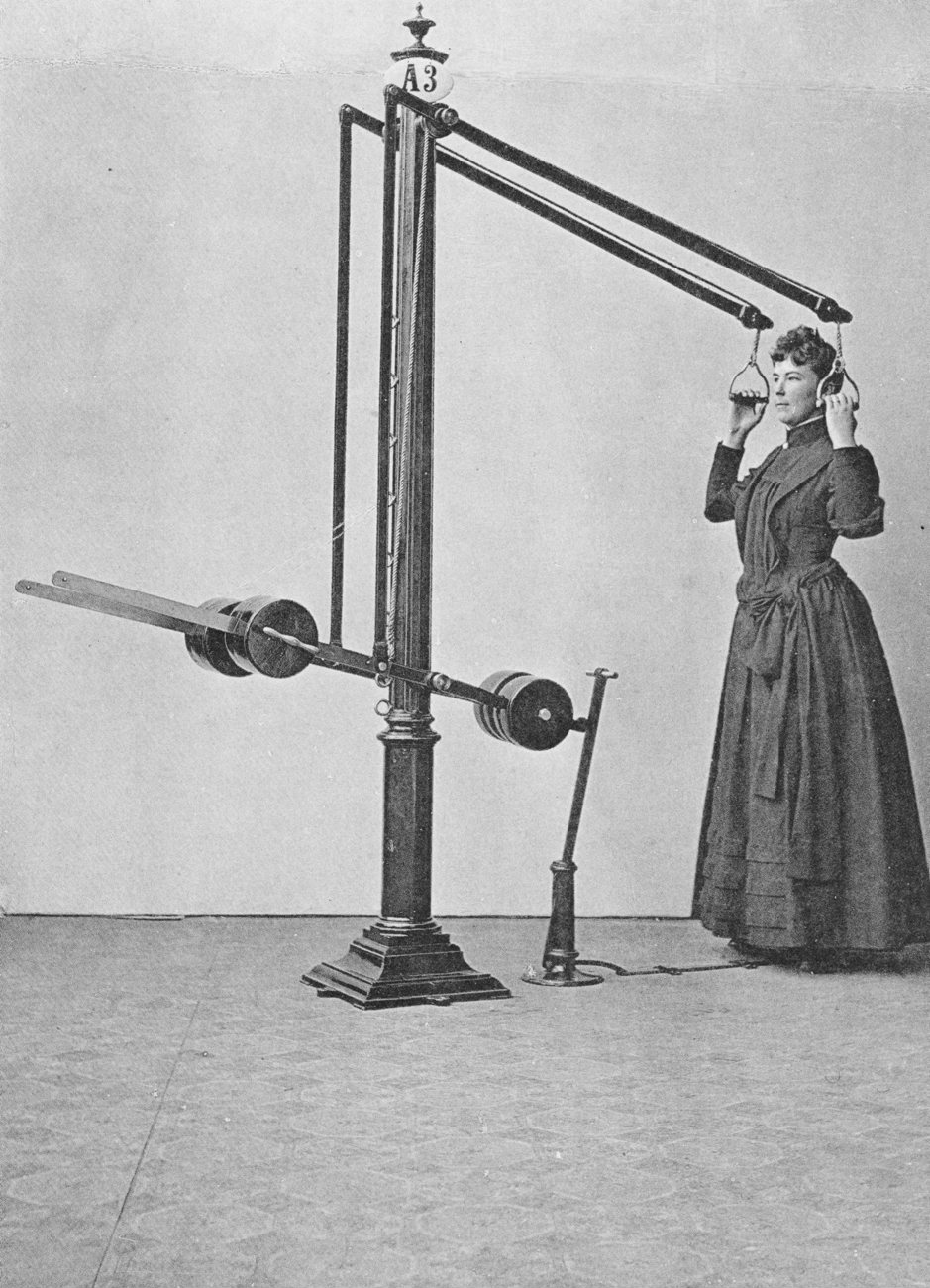
6